# SKS 85
SKS 85 bezeichnet einen Schiffstyp von Doppelendfähren, von dem zwei Einheiten auf der Werft Gdańska Stocznia „Remontowa“ in Danzig gebaut wurden.

## Geschichte
Die Fähren wurden auf der Werft Gdańska Stocznia „Remontowa“ für die norwegische Reederei More Og Romsdal Fylkesbatar gebaut, aus der Ende 2002 die Reederei Fjord1 hervorging. Der Schiffstyp wurde von Remontowa Marine Design & Consulting basierend auf einem Konzept der Reederei entworfen. Die Fähren wurden im Jahr 2002 abgeliefert.

## Beschreibung
Die Schiffe werden von zwei Caterpillar-Dieselmotoren mit jeweils 1250 kW Leistung angetrieben. Die Motoren wirken auf zwei Propellergondeln mit Twin-Propellern, die sich an den beiden Enden der Fähren befinden. Die Fähren erreichen eine Geschwindigkeit von rund 12 Knoten. Für die Stromerzeugung stehen zwei von Dieselmotoren mit jeweils 160 kW Leistung angetriebene Generatoren zur Verfügung. Außerdem wurde ein Notgenerator verbaut.
Die Fähren verfügen über ein durchlaufendes Fahrzeugdeck sowie jeweils ein erhöhtes Fahrzeugdeck auf beiden Seiten. Das durchlaufende Fahrzeugdeck ist über Rampen an beiden Enden der Fähren zugänglich. Die Fahrzeugdecks sind im mittleren Bereich von den Decksaufbauten überbaut, auf die mittig das Steuerhaus aufgesetzt ist. Die nutzbare Durchfahrtshöhe auf dem durchlaufenden Fahrzeugdeck beträgt 5,0 m, auf den beiden erhöhten Fahrzeugdecks jeweils 2,3 m. Die maximale Achslast beträgt auf dem durchlaufenden Fahrzeugdeck 15 t und auf den beiden erhöhten Fahrzeugdecks 1,5 t.
Die Volda kann 80 Pkw, die Eira 100 Pkw befördern. Die Passagierkapazität der Fähren beträgt 297 Personen. Für die Passagiere stehen zwei Aufenthaltsräume zur Verfügung. An Bord stehen Automaten mit Snacks und Getränken zur Verfügung.
Die Fähren sind mit zwei Schiffsevakuierungssystemen ausgerüstet.

## Schiffe
| SKS 85  | SKS 85    | SKS 85     | SKS 85         | SKS 85               |
| Bauname | Baunummer | IMO-Nummer | Ablieferung    | Strecke              |
| ------- | --------- | ---------- | -------------- | -------------------- |
| Volda   | 827/1     | 9254898    | Juni 2002      | Stranda–Liabygda     |
| Eira    | 827/2     | 9261621    | September 2002 | Hollingsholmen–Aukra |

Die Schiffe fahren unter der Flagge Norwegens. Heimathafen ist Molde.